# Santiago Nicolás Carrera
Santiago Nicolás Carrera Sanguinetti (Montevideo, Uruguay; 5 de marzo de 1994) conocido simplemente como Santiago Carrera, es un futbolista uruguayo. Juega como defensa central y actualmente es jugador libre.

## Selección nacional
Integró la Selección de Uruguay que participó del Sudamericano Sub-17 del 2011, logró el vicecampeonato y la clasificación al Mundial Sub-17 de México, donde también obtuvo el segundo puesto.

### Participaciones en juveniles
| Competición                            | Sede    | Resultado  | Partidos | Goles |
| -------------------------------------- | ------- | ---------- | -------- | ----- |
| Campeonato Sudamericano Sub-17 de 2011 | Ecuador | Subcampeón | 1        | 0     |
| Copa Mundial de Fútbol Sub-17 de 2011  | México  | Subcampeón | 2        | 0     |

## Estadísticas
Actualizado al 15 de septiembre de 2019.
| Club                        | Div.          | Temporada     | Liga  | Liga  | Copas nacionales | Copas nacionales | Torneos internacionales | Torneos internacionales | Total | Total |
| Club                        | Div.          | Temporada     | Part. | Goles | Part.            | Goles            | Part.                   | Goles                   | Part. | Goles |
| --------------------------- | ------------- | ------------- | ----- | ----- | ---------------- | ---------------- | ----------------------- | ----------------------- | ----- | ----- |
| River Plate · Uruguay       | 1ª            | 2010/11       | 1     | 0     | -                | -                | -                       | -                       | 1     | 0     |
| River Plate · Uruguay       | 1ª            | 2012/13       | 16    | 3     | -                | -                | -                       | -                       | 16    | 3     |
| River Plate · Uruguay       | 1ª            | 2013/14       | 3     | 0     | -                | -                | 0                       | 0                       | 3     | 0     |
| River Plate · Uruguay       | Total club    | Total club    | 20    | 3     | 0                | 0                | 0                       | 0                       | 20    | 3     |
| Sud América · Uruguay       | 1ª            | 2013/14       | 14    | 1     | -                | -                | -                       | -                       | 14    | 1     |
| Sud América · Uruguay       | 1ª            | 2014/15       | 14    | 2     | -                | -                | -                       | -                       | 14    | 2     |
| Sud América · Uruguay       | 1ª            | 2015/16       | 12    | 2     | -                | -                | -                       | -                       | 12    | 2     |
| Sud América · Uruguay       | 1ª            | 2016          | 11    | 0     | -                | -                | -                       | -                       | 11    | 0     |
| Sud América · Uruguay       | 1ª            | 2017          | 10    | 0     | -                | -                | -                       | -                       | 10    | 0     |
| Sud América · Uruguay       | Total club    | Total club    | 61    | 5     | 0                | 0                | 0                       | 0                       | 61    | 2     |
| Huracán Argentina           | 1ª            | 2015          | 2     | 0     | 0                | 0                | 0                       | 0                       | 2     | 0     |
| Huracán Argentina           | Total club    | Total club    | 2     | 0     | 0                | 0                | 0                       | 0                       | 2     | 0     |
| Liverpool · Uruguay         | 1ª            | 2015/16       | 8     | 0     | 0                | 0                | 0                       | 0                       | 8     | 0     |
| Liverpool · Uruguay         | Total club    | Total club    | 8     | 0     | 0                | 0                | 0                       | 0                       | 8     | 0     |
| Defensor Sporting · Uruguay | 1ª            | 2017          | 8     | 2     | -                | -                | 1                       | 0                       | 9     | 2     |
| Defensor Sporting · Uruguay | 1ª            | 2018          | 17    | 1     | -                | -                | 3                       | 0                       | 20    | 1     |
| Defensor Sporting · Uruguay | 1ª            | 2019          | 7     | 0     | -                | -                | 5                       | 0                       | 12    | 0     |
| Defensor Sporting · Uruguay | Total club    | Total club    | 32    | 3     | 0                | 0                | 9                       | -                       | 41    | 3     |
| Bisceglie · Italia          | 3ª            | 2019/20       | 1     | 0     | -                | -                | -                       | 0                       | 1     | 0     |
| Bisceglie · Italia          | Total club    | Total club    | 1     | 0     | 0                | 0                | 0                       | 0                       | 1     | 0     |
| Total carrera               | Total carrera | Total carrera | 124   | 8     | 0                | 0                | 9                       | 0                       | 133   | 8     |

## Palmarés

### Otras distinciones
- Campeonato Sudamericano Sub-17: 2011
- Copa Mundial Sub-17: 2011